# Nationaal park La Maddalena-archipel
Nationaal park La Maddalena-archipel (Italiaans: Parco nazionale dell'Arcipelago di La Maddalena) is een nationaal park in Italië dat bestaat uit een groep eilanden, de La Maddalena-archipel en de omringende kustwateren in het noordoosten van de kust van Gallura op Sardinië. Het is gesticht in 1994 en heeft een omvang van 5.134,00 ha (land)
en 15.046,00 ha (zee).
Afgezien van  het eiland La Maddalena waar de gelijknamige stad is gelegen, kennen de eilanden vrijwel geen menselijke bewoning.

## Flora en fauna
De voor mediterrane kuststroken kenmerkende maquisvegetatie wordt gedomineerd door soorten als jeneverbes, mirte, heidesoorten, brem, zonneroosje en euphorbia. Behalve voor de zeefauna is het park van belang voor nestelende zeevogels, waaronder de Audouins meeuw Larus audouinii en de kuifaalscholver (Phalacrocorax aristotelis).